# Diócesis de Mouila
La diócesis de Mouila (en latín: Dioecesis Muilaënsis y en francés: Diocèse de Mouila) es una circunscripción eclesiástica de la Iglesia católica en Gabón. Se trata de una diócesis latina, sufragánea de la arquidiócesis de Libreville. Desde el 19 de enero de 2013 su obispo es Mathieu Madega Lebouankehan.

## Territorio y organización
La diócesis tiene 59 035 km² y extiende su jurisdicción sobre los fieles católicos de rito latino residentes en las provincias de Ngounié y Nyanga.
La sede de la diócesis se encuentra en la ciudad de Mouila, en donde se halla la Catedral de San Juan Apóstol.
En 2021 en la diócesis existían 17 parroquias.

## Historia
La diócesis fue erigida el 11 de diciembre de 1958 con la bula Cum sit omnis del papa Juan XXIII, obteniendo el territorio de la diócesis de Libreville, que al mismo tiempo fue elevada a arquidiócesis.
El 5 de octubre de 1974 cedió una porción de su territorio para la erección de la diócesis de Franceville mediante la bula Animarum utilitati del papa Pablo VI.

## Estadísticas
Según el Anuario Pontificio 2022 la diócesis tenía a fines de 2021 un total de 52 350 fieles bautizados.
| Año                                                                             | Población            | Población | Población      | Sacerdotes | Sacerdotes    | Sacerdotes    | Bautizados por sacerdote | Diáconos permanentes | Religiosos | Religiosos | Parroquias |
| Año                                                                             | Bautizados católicos | Total     | % de católicos | Total      | Clero secular | Clero regular | Bautizados por sacerdote | Diáconos permanentes | Varones    | Mujeres    | Parroquias |
| ------------------------------------------------------------------------------- | -------------------- | --------- | -------------- | ---------- | ------------- | ------------- | ------------------------ | -------------------- | ---------- | ---------- | ---------- |
| 1969                                                                            | ?                    | 205 000   | ?              | 39         | 7             | 32            | 0                        |                      | 59         | 56         | 18         |
| 1980                                                                            | 72 524               | 166 000   | 43.7           | 19         | 4             | 15            | 3817                     |                      | 18         | 33         | 15         |
| 1990                                                                            | 75 078               | 169 500   | 44.3           | 12         | 4             | 8             | 6256                     |                      | 12         | 26         | 14         |
| 1999                                                                            | 45 000               | 117 500   | 38.3           | 11         | 5             | 6             | 4090                     |                      | 7          | 21         | 10         |
| 2000                                                                            | 45 000               | 117 500   | 38.3           | 14         | 8             | 6             | 3214                     |                      | 8          | 24         | 11         |
| 2001                                                                            | 45 000               | 117 500   | 38.3           | 16         | 8             | 8             | 2812                     |                      | 11         | 21         | 11         |
| 2002                                                                            | 46 000               | 115 800   | 39.7           | 17         | 9             | 8             | 2705                     |                      | 10         | 21         | 11         |
| 2003                                                                            | 46 000               | 115 800   | 39.7           | 17         | 10            | 7             | 2705                     |                      | 8          | 25         | 11         |
| 2004                                                                            | 46 200               | 115 800   | 39.9           | 15         | 7             | 8             | 3080                     |                      | 10         | 22         | 11         |
| 2007                                                                            | 46 000               | 115 000   | 40.0           | 17         | 11            | 6             | 2705                     | 2                    | 8          | 27         | 11         |
| 2013                                                                            | 48 587               | 126 000   | 38.6           | 19         | 16            | 3             | 2557                     |                      | 4          | 16         | 12         |
| 2016                                                                            | 49 531               | 130 200   | 38.0           | 19         | 14            | 5             | 2606                     |                      | 6          | 14         | 16         |
| 2019                                                                            | 52 200               | 137 400   | 38.0           | 27         | 22            | 5             | 1933                     |                      | 6          | 13         | 19         |
| 2021                                                                            | 52 350               | 137 800   | 38.0           | 27         | 22            | 5             | 1938                     |                      | 10         | 12         | 17         |
| Fuente: Catholic-Hierarchy, que a su vez toma los datos del Anuario Pontificio. |                      |           |                |            |               |               |                          |                      |            |            |            |

## Episcopologio
- Raymond-Marie-Joseph de La Moureyre, C.S.Sp. † (14 de mayo de 1959-28 de octubre de 1976 renunció)
- Cyriaque Siméon Obamba † (28 de octubre de 1976-22 de abril de 1992 retirado)
  - Sede vacante (1992-1996)
- Dominique Bonnet, C.S.Sp. (8 de noviembre de 1996-19 de enero de 2013 renunció)
- Mathieu Madega Lebouankehan, desde el 19 de enero de 2013